# Leißling
Leißling este o comună din landul Saxonia-Anhalt, Germania.